# Copa J. League 1992
La Copa J. League 1992, también conocida como Copa Yamazaki Nabisco ’92 por motivos de patrocinio, fue la 18.ª edición de la Copa de la Liga de Japón y la 1.ª edición bajo el actual formato.
El campeón fue Verdy Kawasaki, tras vencer en la final a Shimizu S-Pulse. De esta manera, el conjunto de la prefectura de Kanagawa se consagró por primera vez en este torneo.

## Formato de competición
- Formaron parte del torneo los 10 equipos que participarían de la J. League 1993. A continuación, el nombre que tomaron y entre paréntesis la denominación que tenían hasta entonces:
  - Kashima Antlers
  - JEF United Ichihara (East Japan JR Furukawa F.C.)
  - Urawa Red Diamonds (Mitsubishi Urawa F.C.)
  - Verdy Kawasaki (Yomiuri Japan F.C.)
  - Yokohama Marinos (Nissan F.C. Yokohama Marinos)
  - Yokohama Flügels (All Nippon Sato F.C.)
  - Shimizu S-Pulse (Shimizu F.C. S-Pulse)
  - Nagoya Grampus Eight
  - Gamba Osaka (Panasonic Gamba Osaka)
  - Sanfrecce Hiroshima (Sanfrecce Hiroshima F.C.)
- Fase clasificatoria: se fijó el 5 de septiembre para el inicio de la participación de los conjuntos, que fueron organizados en un grupo de diez equipos. De esta manera, cada cuadro debió disputar nueve juegos.
  - En caso de empate en los 90 minutos se haría una prórroga con gol de oro; si aún persistía la igualdad se ejecutaría una tanda de penales.
  - Los puntos se obtenían de la siguiente manera: por cada victoria, sea en tiempo regular, en tiempo suplementario o en definición por penales, se otorgarían 4 puntos, mientras que se concedía un punto extra a cada equipo si es que anotaba dos goles en los 90 minutos, más allá del resultado final del partido en cuestión.
  - Para determinar el orden de clasificación de los equipos se utilizó el siguiente criterio:

1. Puntos obtenidos.
2. Partidos ganados (ya sea en tiempo regular, en prórroga o en definición por penales).
3. Diferencia de goles.
4. Goles a favor.
Los cuatro mejores avanzaron a la fase final del torneo.
- Fase final: se llevó a cabo entre los cuatro clubes provenientes de la fase clasificatoria.
  - La semifinal se jugó a un solo partido. En caso de empate en los 90 minutos se haría una prórroga con gol de oro; si aún persistía la igualdad se ejecutaría una tanda de penales.
  - La final también se disputó a un solo partido. En caso de empate en los 90 minutos se haría una prórroga sin gol de oro, a diferencia de las semifinales; si aún persistía la igualdad se ejecutaría una tanda de penales.

## Calendario
| Etapa               | Ronda       | Día                           | Observaciones                                     |
| ------------------- | ----------- | ----------------------------- | ------------------------------------------------- |
| Fase clasificatoria | Fecha 1     | 5 y 6 de septiembre de 1992   | Sin observaciones                                 |
| Fase clasificatoria | Fecha 2     | 9 de septiembre de 1992       | Sin observaciones                                 |
| Fase clasificatoria | Fecha 3     | 12 y 13 de septiembre de 1992 | Sin observaciones                                 |
| Fase clasificatoria | Fecha 4     | 18 y 19 de septiembre de 1992 | Sin observaciones                                 |
| Fase clasificatoria | Fecha 5     | 22 y 23 de septiembre de 1992 | Sin observaciones                                 |
| Fase clasificatoria | Fecha 6     | 26 y 27 de septiembre de 1992 | Sin observaciones                                 |
| Fase clasificatoria | Fecha 7     | 3 y 4 de octubre de 1992      | Sin observaciones                                 |
| Fase clasificatoria | Fecha 8     | 7 de octubre de 1992          | Sin observaciones                                 |
| Fase clasificatoria | Fecha 9     | 11 de octubre de 1992         | Sin observaciones                                 |
| Fase final          | Semifinales | 16 de octubre de 1992         | Sin observaciones                                 |
| Fase final          | Final       | 23 de noviembre de 1992       | Participación de los ganadores de las Semifinales |

## Fase clasificatoria
| Equipo               | Pts | PJ | PG | PP | GF | GC | DG  |
| -------------------- | --- | -- | -- | -- | -- | -- | --- |
| Verdy Kawasaki       | 29  | 9  | 6  | 3  | 18 | 11 | +7  |
| Shimizu S-Pulse      | 27  | 9  | 5  | 4  | 16 | 12 | +4  |
| Nagoya Grampus Eight | 27  | 9  | 6  | 3  | 14 | 10 | +4  |
| Kashima Antlers      | 25  | 9  | 4  | 5  | 25 | 20 | +5  |
| Urawa Red Diamonds   | 25  | 9  | 5  | 4  | 15 | 16 | -1  |
| JEF United Ichihara  | 22  | 9  | 5  | 4  | 8  | 7  | +1  |
| Yokohama Marinos     | 22  | 9  | 5  | 4  | 14 | 14 | 0   |
| Gamba Osaka          | 21  | 9  | 4  | 5  | 13 | 18 | -5  |
| Sanfrecce Hiroshima  | 18  | 9  | 3  | 6  | 15 | 18 | -3  |
| Yokohama Flügels     | 10  | 9  | 2  | 7  | 10 | 22 | -12 |

| \| Fecha \| Lugar \| Local \| Resultado \| Visitante \| \| ---------------- \| --------- \| -------------------- \| ----------- \| -------------------- \| \| 5 de septiembre \| Naka \| Kashima Antlers \| 4:2 \| Yokohama Flügels \| \| 5 de septiembre \| Nagoya \| Nagoya Grampus Eight \| 3:0 \| Shimizu S-Pulse \| \| 5 de septiembre \| Saitama \| Urawa Red Diamonds \| 2:3 (t.s.) \| JEF United Ichihara \| \| 5 de septiembre \| Kōbe \| Gamba Osaka \| 2:0 \| Yokohama Marinos \| \| 6 de septiembre \| Hiroshima \| Sanfrecce Hiroshima \| 2:3 \| Verdy Kawasaki \| \| 9 de septiembre \| Hiroshima \| Sanfrecce Hiroshima \| 2:3 (t.s.) \| Urawa Red Diamonds \| \| 9 de septiembre \| Tokio \| Kashima Antlers \| 4:3 (t.s.) \| Verdy Kawasaki \| \| 9 de septiembre \| Shizuoka \| Shimizu S-Pulse \| 2:1 \| Yokohama Marinos \| \| 9 de septiembre \| Nagoya \| Nagoya Grampus Eight \| 2:1 (t.s.) \| Yokohama Flügels \| \| 9 de septiembre \| Kōbe \| Gamba Osaka \| 1:0 \| JEF United Ichihara \| \| 12 de septiembre \| Isahaya \| Yokohama Flügels \| 3:2 \| Gamba Osaka \| \| 12 de septiembre \| Shizuoka \| Shimizu S-Pulse \| 0:1 \| Sanfrecce Hiroshima \| \| 12 de septiembre \| Hiratsuka \| Yokohama Marinos \| 1:0 \| Nagoya Grampus Eight \| \| 12 de septiembre \| Kawasaki \| Verdy Kawasaki \| 1:0 \| Urawa Red Diamonds \| \| 13 de septiembre \| Ōta \| JEF United Ichihara \| 1:0 (t.s.) \| Kashima Antlers \| \| 18 de septiembre \| Hiratsuka \| JEF United Ichihara \| 0:1 \| Nagoya Grampus Eight \| \| 19 de septiembre \| Matsuyama \| Yokohama Marinos \| 3:2 \| Sanfrecce Hiroshima \| \| 19 de septiembre \| Kagoshima \| Yokohama Flügels \| 0:3 \| Shimizu S-Pulse \| \| 19 de septiembre \| Saitama \| Urawa Red Diamonds \| 3:2 \| Kashima Antlers \| \| 19 de septiembre \| Kawasaki \| Verdy Kawasaki \| 5:2 \| Gamba Osaka \| \| 22 de septiembre \| Hiratsuka \| Yokohama Flügels \| 1:2 \| Urawa Red Diamonds \| \| 23 de septiembre \| Tokio \| Yokohama Marinos \| 4:3 (t.s.) \| Kashima Antlers \| \| 23 de septiembre \| Chiba \| JEF United Ichihara \| 1:0 (t.s.) \| Verdy Kawasaki \| \| 23 de septiembre \| Nagoya \| Nagoya Grampus Eight \| 3:0 \| Sanfrecce Hiroshima \| \| 23 de septiembre \| Shizuoka \| Shimizu S-Pulse \| 1:2 \| Gamba Osaka \| \| 26 de septiembre \| Tokio \| Verdy Kawasaki \| 3:0 \| Yokohama Flügels \| \| 26 de septiembre \| Naka \| Kashima Antlers \| 1:4 \| Shimizu S-Pulse \| \| 26 de septiembre \| Kioto \| Gamba Osaka \| 0:3 \| Nagoya Grampus Eight \| \| 27 de septiembre \| Kawagoe \| Urawa Red Diamonds \| 2:1 \| Yokohama Marinos \| \| 27 de septiembre \| Hiroshima \| Sanfrecce Hiroshima \| 0:1 \| JEF United Ichihara \| \| 3 de octubre \| Tokio \| Yokohama Flügels \| (0) 0:0 (1) \| JEF United Ichihara \| \| 3 de octubre \| Nagoya \| Nagoya Grampus Eight \| 1:7 \| Kashima Antlers \| \| 3 de octubre \| Tokio \| Yokohama Marinos \| 2:1 (t.s.) \| Verdy Kawasaki \| \| 3 de octubre \| Shizuoka \| Shimizu S-Pulse \| 4:1 \| Urawa Red Diamonds \| \| 4 de octubre \| Okayama \| Gamba Osaka \| 1:3 \| Sanfrecce Hiroshima \| \| 7 de octubre \| Hiroshima \| Sanfrecce Hiroshima \| 5:1 \| Yokohama Flügels \| \| 7 de octubre \| Kioto \| Kashima Antlers \| 1:2 \| Gamba Osaka \| \| 7 de octubre \| Saitama \| Urawa Red Diamonds \| 0:1 \| Nagoya Grampus Eight \| \| 7 de octubre \| Tokio \| Verdy Kawasaki \| 1:0 \| Shimizu S-Pulse \| \| 7 de octubre \| Tokio \| JEF United Ichihara \| 0:1 \| Yokohama Marinos \| \| 11 de octubre \| Hiratsuka \| Yokohama Marinos \| 1:2 (t.s.) \| Yokohama Flügels \| \| 11 de octubre \| Shizuoka \| Shimizu S-Pulse \| (1) 2:2 (0) \| JEF United Ichihara \| \| 11 de octubre \| Hiroshima \| Sanfrecce Hiroshima \| 0:3 \| Kashima Antlers \| \| 11 de octubre \| Kōbe \| Gamba Osaka \| 1:2 (t.s.) \| Urawa Red Diamonds \| \| 11 de octubre \| Suzuka \| Nagoya Grampus Eight \| 0:1 \| Verdy Kawasaki \| |           |                      |             |                      |
| Fecha | Lugar     | Local                | Resultado   | Visitante            |
| 5 de septiembre | Naka      | Kashima Antlers      | 4:2         | Yokohama Flügels     |
| 5 de septiembre | Nagoya    | Nagoya Grampus Eight | 3:0         | Shimizu S-Pulse      |
| 5 de septiembre | Saitama   | Urawa Red Diamonds   | 2:3 (t.s.)  | JEF United Ichihara  |
| 5 de septiembre | Kōbe      | Gamba Osaka          | 2:0         | Yokohama Marinos     |
| 6 de septiembre | Hiroshima | Sanfrecce Hiroshima  | 2:3         | Verdy Kawasaki       |
| 9 de septiembre | Hiroshima | Sanfrecce Hiroshima  | 2:3 (t.s.)  | Urawa Red Diamonds   |
| 9 de septiembre | Tokio     | Kashima Antlers      | 4:3 (t.s.)  | Verdy Kawasaki       |
| 9 de septiembre | Shizuoka  | Shimizu S-Pulse      | 2:1         | Yokohama Marinos     |
| 9 de septiembre | Nagoya    | Nagoya Grampus Eight | 2:1 (t.s.)  | Yokohama Flügels     |
| 9 de septiembre | Kōbe      | Gamba Osaka          | 1:0         | JEF United Ichihara  |
| 12 de septiembre | Isahaya   | Yokohama Flügels     | 3:2         | Gamba Osaka          |
| 12 de septiembre | Shizuoka  | Shimizu S-Pulse      | 0:1         | Sanfrecce Hiroshima  |
| 12 de septiembre | Hiratsuka | Yokohama Marinos     | 1:0         | Nagoya Grampus Eight |
| 12 de septiembre | Kawasaki  | Verdy Kawasaki       | 1:0         | Urawa Red Diamonds   |
| 13 de septiembre | Ōta       | JEF United Ichihara  | 1:0 (t.s.)  | Kashima Antlers      |
| 18 de septiembre | Hiratsuka | JEF United Ichihara  | 0:1         | Nagoya Grampus Eight |
| 19 de septiembre | Matsuyama | Yokohama Marinos     | 3:2         | Sanfrecce Hiroshima  |
| 19 de septiembre | Kagoshima | Yokohama Flügels     | 0:3         | Shimizu S-Pulse      |
| 19 de septiembre | Saitama   | Urawa Red Diamonds   | 3:2         | Kashima Antlers      |
| 19 de septiembre | Kawasaki  | Verdy Kawasaki       | 5:2         | Gamba Osaka          |
| 22 de septiembre | Hiratsuka | Yokohama Flügels     | 1:2         | Urawa Red Diamonds   |
| 23 de septiembre | Tokio     | Yokohama Marinos     | 4:3 (t.s.)  | Kashima Antlers      |
| 23 de septiembre | Chiba     | JEF United Ichihara  | 1:0 (t.s.)  | Verdy Kawasaki       |
| 23 de septiembre | Nagoya    | Nagoya Grampus Eight | 3:0         | Sanfrecce Hiroshima  |
| 23 de septiembre | Shizuoka  | Shimizu S-Pulse      | 1:2         | Gamba Osaka          |
| 26 de septiembre | Tokio     | Verdy Kawasaki       | 3:0         | Yokohama Flügels     |
| 26 de septiembre | Naka      | Kashima Antlers      | 1:4         | Shimizu S-Pulse      |
| 26 de septiembre | Kioto     | Gamba Osaka          | 0:3         | Nagoya Grampus Eight |
| 27 de septiembre | Kawagoe   | Urawa Red Diamonds   | 2:1         | Yokohama Marinos     |
| 27 de septiembre | Hiroshima | Sanfrecce Hiroshima  | 0:1         | JEF United Ichihara  |
| 3 de octubre | Tokio     | Yokohama Flügels     | (0) 0:0 (1) | JEF United Ichihara  |
| 3 de octubre | Nagoya    | Nagoya Grampus Eight | 1:7         | Kashima Antlers      |
| 3 de octubre | Tokio     | Yokohama Marinos     | 2:1 (t.s.)  | Verdy Kawasaki       |
| 3 de octubre | Shizuoka  | Shimizu S-Pulse      | 4:1         | Urawa Red Diamonds   |
| 4 de octubre | Okayama   | Gamba Osaka          | 1:3         | Sanfrecce Hiroshima  |
| 7 de octubre | Hiroshima | Sanfrecce Hiroshima  | 5:1         | Yokohama Flügels     |
| 7 de octubre | Kioto     | Kashima Antlers      | 1:2         | Gamba Osaka          |
| 7 de octubre | Saitama   | Urawa Red Diamonds   | 0:1         | Nagoya Grampus Eight |
| 7 de octubre | Tokio     | Verdy Kawasaki       | 1:0         | Shimizu S-Pulse      |
| 7 de octubre | Tokio     | JEF United Ichihara  | 0:1         | Yokohama Marinos     |
| 11 de octubre | Hiratsuka | Yokohama Marinos     | 1:2 (t.s.)  | Yokohama Flügels     |
| 11 de octubre | Shizuoka  | Shimizu S-Pulse      | (1) 2:2 (0) | JEF United Ichihara  |
| 11 de octubre | Hiroshima | Sanfrecce Hiroshima  | 0:3         | Kashima Antlers      |
| 11 de octubre | Kōbe      | Gamba Osaka          | 1:2 (t.s.)  | Urawa Red Diamonds   |
| 11 de octubre | Suzuka    | Nagoya Grampus Eight | 0:1         | Verdy Kawasaki       |

## Fase final

### Cuadro de desarrollo
|  | Semifinales          | Semifinales   |                 |                | Final           | Final           |  |
|  | 16 de octubre        | 16 de octubre |                 |                | 23 de noviembre | 23 de noviembre |  |
|  |                      |               |                 |                |                 |                 |  |
|  |                      |               |                 |                |                 |                 |  |
|  | Verdy Kawasaki       | 1             |                 |                |                 |                 |  |
|  | Verdy Kawasaki       | 1             |                 |                |                 |                 |  |
|  | Kashima Antlers      | 0             |                 |                |                 |                 |  |
|  | Kashima Antlers      | 0             |                 | Verdy Kawasaki | 1               |                 |  |
|  |                      |               |                 | Verdy Kawasaki | 1               |                 |  |
|  |                      |               | Shimizu S-Pulse | 0              |                 |                 |  |
|  | Shimizu S-Pulse      | 1             | Shimizu S-Pulse | 0              |                 |                 |  |
|  | Shimizu S-Pulse      | 1             |                 |                |                 |                 |  |
|  | Nagoya Grampus Eight | 0             |                 |                |                 |                 |  |
|  | Nagoya Grampus Eight | 0             |                 |                |                 |                 |  |
|  |                      |               |                 |                |                 |                 |  |

- Los horarios de los partidos corresponden al huso horario de Japón: (UTC+9)

### Semifinales
| 16 de octubre de 1992, 19:04 | Verdy Kawasaki | 1:0 (0:0) | Kashima Antlers | Estadio Nacional, Tokio                                   |                                                           |
|                              | Miura 64'      | Reporte   |                 | Asistencia: 39.390 espectadores Árbitro(s): Hideo Kikuchi | Asistencia: 39.390 espectadores Árbitro(s): Hideo Kikuchi |

| 16 de octubre de 1992, 19:00 | Shimizu S-Pulse | 1:0 (1:0) | Nagoya Grampus Eight | Estadio Atlético Kusanagi, Shizuoka                           |                                                               |
|                              | Naitō 9'        | Reporte   |                      | Asistencia: 13.391 espectadores Árbitro(s): Shin'ichirō Obata | Asistencia: 13.391 espectadores Árbitro(s): Shin'ichirō Obata |

### Final
| 23 de noviembre de 1992, 14:00 | Verdy Kawasaki | 1:0 (0:0) | Shimizu S-Pulse | Estadio Nacional, Tokio                                     |                                                             |
|                                | Miura 57'      | Reporte   |                 | Asistencia: 56.000 espectadores Árbitro(s): Masahiro Sogawa | Asistencia: 56.000 espectadores Árbitro(s): Masahiro Sogawa |

#### Detalles
| 1          | Guardameta     | Shinkichi Kikuchi   |     |
| 2          | Defensa        | Hisashi Katō        |     |
| 3          | Defensa        | Pereira             |     |
| 4          | Defensa        | Davi                | 39' |
| 6          | Defensa        | Satoshi Tsunami     |     |
| 5          | Centrocampista | Tetsuji Hashiratani |     |
| 7          | Centrocampista | Tetsuya Totsuka     | 78' |
| 8          | Centrocampista | Tsuyoshi Kitazawa   |     |
| 10         | Centrocampista | Ruy Ramos           |     |
| 9          | Delantero      | Nobuhiro Takeda     |     |
| 11         | Delantero      | Kazuyoshi Miura     |     |
| Entrenador | Entrenador     | Pepe                |     |

| 1          | Guardameta     | Masanori Sanada    |     |
| 2          | Defensa        | Marco Antônio      |     |
| 3          | Defensa        | Hiroaki Hiraoka    | 78' |
| 4          | Defensa        | Naoki Naitō        |     |
| 7          | Defensa        | Takumi Horiike     |     |
| 5          | Centrocampista | Yasutoshi Miura    |     |
| 6          | Centrocampista | Masaaki Sawanobori |     |
| 8          | Centrocampista | Toninho            |     |
| 9          | Delantero      | Mirandinha         |     |
| 10         | Delantero      | Kenta Hasegawa     |     |
| 11         | Delantero      | Tatsuru Mukōjima   |     |
| Entrenador | Entrenador     | Emerson Leão       |     |

| 12 | Defensa        | Kō Ishikawa    | 39' |
| 14 | Centrocampista | Shirō Kikuhara | 78' |

| 14 | Delantero | Fumiaki Aoshima | 78' |

| Anotado | 57' | Kazuyoshi Miura | 1-0 |

| Amonestado | 33' | Satoshi Tsunami |

| Amonestado | 20' | Yasutoshi Miura |

| Árbitro             | Masahiro Sogawa     |
| Árbitros asistentes | Fumikazu Shioyazono |
| Árbitros asistentes | Hitoshi Yamada      |
| Cuarto árbitro      | Kōetsu Kikuchi      |

| 1          | Guardameta     | Shinkichi Kikuchi   |     |
| 2          | Defensa        | Hisashi Katō        |     |
| 3          | Defensa        | Pereira             |     |
| 4          | Defensa        | Davi                | 39' |
| 6          | Defensa        | Satoshi Tsunami     |     |
| 5          | Centrocampista | Tetsuji Hashiratani |     |
| 7          | Centrocampista | Tetsuya Totsuka     | 78' |
| 8          | Centrocampista | Tsuyoshi Kitazawa   |     |
| 10         | Centrocampista | Ruy Ramos           |     |
| 9          | Delantero      | Nobuhiro Takeda     |     |
| 11         | Delantero      | Kazuyoshi Miura     |     |
| Entrenador | Entrenador     | Pepe                |     |

| 1          | Guardameta     | Masanori Sanada    |     |
| 2          | Defensa        | Marco Antônio      |     |
| 3          | Defensa        | Hiroaki Hiraoka    | 78' |
| 4          | Defensa        | Naoki Naitō        |     |
| 7          | Defensa        | Takumi Horiike     |     |
| 5          | Centrocampista | Yasutoshi Miura    |     |
| 6          | Centrocampista | Masaaki Sawanobori |     |
| 8          | Centrocampista | Toninho            |     |
| 9          | Delantero      | Mirandinha         |     |
| 10         | Delantero      | Kenta Hasegawa     |     |
| 11         | Delantero      | Tatsuru Mukōjima   |     |
| Entrenador | Entrenador     | Emerson Leão       |     |

| 12 | Defensa        | Kō Ishikawa    | 39' |
| 14 | Centrocampista | Shirō Kikuhara | 78' |

| 14 | Delantero | Fumiaki Aoshima | 78' |

| Anotado | 57' | Kazuyoshi Miura | 1-0 |

| Amonestado | 33' | Satoshi Tsunami |

| Amonestado | 20' | Yasutoshi Miura |

| Árbitro             | Masahiro Sogawa     |
| Árbitros asistentes | Fumikazu Shioyazono |
| Árbitros asistentes | Hitoshi Yamada      |
| Cuarto árbitro      | Kōetsu Kikuchi      |

|                                    |
| Bandera de Prefectura de Kanagawa  |
| Campeón Verdy Kawasaki 1.er título |

## Premios

### Goleadores
| Jugador                                   | Club                 | Goles | PJ |
| ----------------------------------------- | -------------------- | ----- | -- |
| Kazuyoshi Miura                           | Verdy Kawasaki       | 10    | 10 |
| Yoshiyuki Hasegawa                        | Kashima Antlers      | 7     | 9  |
| Everton                                   | Yokohama Marinos     | 7     | 9  |
| Zico                                      | Kashima Antlers      | 6     | 10 |
| Kōichi Hashiratani                        | Urawa Red Diamonds   | 6     | 8  |
| Takafumi Ogura                            | Nagoya Grampus Eight | 5     | 10 |
| Akihiro Nagashima                         | Gamba Osaka          | 5     | 9  |
| Última actualización: 18 de marzo de 2021 |                      |       |    |

### Mejor Jugador
| Jugador         | Club           |
| --------------- | -------------- |
| Kazuyoshi Miura | Verdy Kawasaki |